# Plaxomicrus szetschuanus
Plaxomicrus szetschuanus là một loài bọ cánh cứng trong họ Cerambycidae.